# Lisi Ogon
Lisi Ogon è una frazione polacca che si trova nel comune di Białe Błota, nel distretto di Bydgoszcz, nel voivodato della Cuiavia-Pomerania, nel centro-nord della Polonia. Dista 4 km da Białe Błota e 8 km da Bydgoszcz.

## Storia

### Preistoria
A Lisi Ogon è stata rinvenuta una serie di reperti del tardo Paleolitico particolarmente significativa rispetto al panorama polacco.

### Età moderna
La frazione è menzionata già nel XVII secolo. Nel 1884 i centri abitati di Lisiogon, Lubawa (Lübau, Chwała Bogu), Karolewo (Karlshof), Vorwerke Czersko (Grünau) e Nova Erectia (Żal się Boże) furono riuniti in un unico villaggio con il nome di Lisi Ogon, che in polacco significa coda di volpe. Nell'ottobre 1911 il nome fu cambiato con ill toponimo germanico Steinholz , ma con il 1920 tornò Lisiogon, che a partire al 1970 viene scritto con l'ortografia polacca Lisi Ogon.